# سوزان جيمسون
سوزان جيمسون (بالإنجليزية: Sue Jameson)‏ هي ممثلة بريطانية، ولدت في 13 أغسطس 1941 في Barnt Green ‏ في المملكة المتحدة.

## وصلات خارجية
- سوزان جيمسون على موقع IMDb (الإنجليزية)
- سوزان جيمسون على موقع ميوزك برينز (الإنجليزية)
- سوزان جيمسون على موقع ديسكوغز (الإنجليزية)
- سوزان جيمسون على موقع قاعدة بيانات الفيلم (الإنجليزية)